# أليك غورس
أليك غورس (بالإنجليزية: Alec Gores)‏ ، (مواليد 1953 -)رجل أعمال وبليونير أمريكي- إسرائيلي جمع ثروته من خلال الاستحواذ والاستدانة من شركات التكنولوجيا. وقدرت ثروته الشخصية بنحو 1.9 مليار دولار من قبل مجلة فوربس في عام 2013.

## حياته وتعليمه
ولد أليك غورس عام 1953 في مدينة الناصرة، شمالي إسرائيل لأسرة من أب من أصول يونانية وأم من أصول لبنانيةعل.
ثم حصل على شهادة البكالوريوس في علوم الكمبيوتر من جامعة ميشيغان الغربية. وينتمي للكنيسة الكاثوليكية. وهو شقيق الملياردير توم وسام غورس.